# 신전초등학교
신전초등학교는 대한민국 전라남도 강진군 신전면에 있는 공립 초등학교이다.

## 학교 연혁
- 1940년 4월 30일: 도암공립심상소학교 부설 간이학교 설립 인가
- 1944년 4월 1일: 도암남국민학교 개교
- 1984년 3월 1일: 신전남국민학교 분리
- 1999년 3월 1일: 신전남초등학교 통합

## 참고 자료
- 신전초등학교 - 한국교육학술정보원 학교알리미